# Sant Maissimin
Sant Maissemin de la Santa Bauma (nom occità, en francès Saint-Maximin-la-Sainte-Baume) és un municipi francès situat al departament del Var i a la regió de Provença – Alps – Costa Blava. L'any 1999 tenia 12.402 habitants.

## Fills il·lustres
Hi va neíxer i viure el beat Andreu Abellon, dominic pintor del segle xv.
- Jean de Maletti (últim terç del segle xvi) músic i compositor.

## Demografia
| Evolució de la població |       |       |       |       |       |       |       |       |
| 1793                    | 1800  | 1806  | 1821  | 1831  | 1836  | 1841  | 1846  | 1851  |
| 3 300                   | 3 717 | 2 980 | 3 723 | 3 637 | 3 637 | 3 685 | 3 673 | 3 644 |

| 1856  | 1861  | 1866  | 1872  | 1876  | 1881  | 1886  | 1891  | 1896  |
| ----- | ----- | ----- | ----- | ----- | ----- | ----- | ----- | ----- |
| 3 460 | 3 562 | 3 435 | 3 337 | 3 387 | 3 085 | 2 751 | 2 582 | 2 419 |

| 1901  | 1906  | 1911  | 1921  | 1926  | 1931  | 1936  | 1946  | 1954  |
| ----- | ----- | ----- | ----- | ----- | ----- | ----- | ----- | ----- |
| 2 489 | 2 595 | 2 514 | 2 212 | 2 328 | 2 399 | 2 411 | 2 371 | 2 509 |

| 1962  | 1968  | 1975  | 1982  | 1990  | 1999   | 2006 | 2011 | 2016 |
| ----- | ----- | ----- | ----- | ----- | ------ | ---- | ---- | ---- |
| 2 755 | 3 180 | 4 013 | 5 511 | 9 594 | 12 402 | -    | -    | -    |

| 2019 | - | - | - | - | - | - | - | - |
| ---- | - | - | - | - | - | - | - | - |
| -    | - | - | - | - | - | - | - | - |

## Administració
| Període   | Identitat         | Partit |
| --------- | ----------------- | ------ |
| 1977-1989 | Émile Olivier     | PS     |
| 1989-1993 | Lucien Ginot      | PS     |
| 1993-1995 | Émile Olivier     | UDF    |
| 1995-2001 | Horace Lanfranchi | RPR    |
| 2001-2008 | Gabriel Rinaudo   | RPR    |
| 2008-     | Alain Penal       | UMP    |

## Agermanaments
- San Vincenzo